# Оногури
Оногурите (на старогръцки: ’Ονόγουροι, ’Ονογούρων) са прабългарски племена, живели на североизточния бряг на Черно море. Те са късноантичен, номадски, конен народ.
Оногурите (или в някои източници Унугурите) се споменават много пъти в късно-античните и ранно-средновековни византийски, сирийски и арменски източници, както при Приск, Псевдо-Захариас (в църковната история на Захарий Митиленски), Йорданес, Агатий, Менандер Протектор и Теофилакт Симоката. Те установяват дипломатически връзки с Източната Римска империя и предприемат походи на юг от Кавказ срещу колхи, арменци и иранци. Има сведения и за разпространение на християнството сред оногурите, включително за съществуването на оногурска епископия.